# La dominación masculina

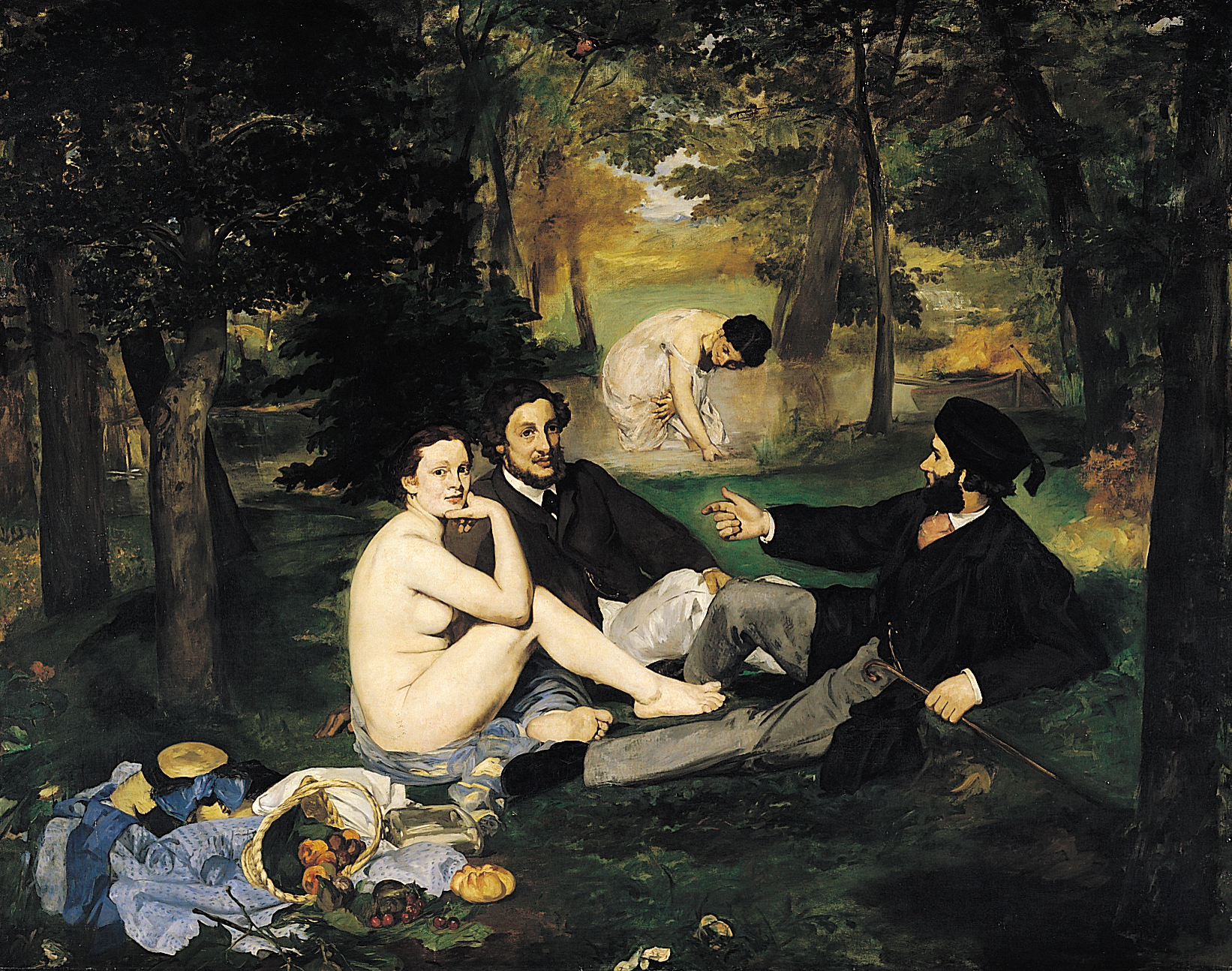
Le Déjeuner sur l'herbe de Manet, ilustración de la portada de la edición de bolsillo de La dominación masculina, editada por Seuil, colección Points essais.

La dominación masculina es un libro de Pierre Bourdieu publicado en francés en 1998 y traducido al español en 2000. Pierre Bourdieu desarrolla un análisis sociológico de las relaciones sociales entre los sexos, que busca explicar las causas de la permanencia de la dominación de los hombres sobre las mujeres en todas las sociedades humanas. El libro se basa en particular en un estudio antropológico de la sociedad bereber en Cabilia .

## Presentación
La dominación masculina se entiende como un hábitus que otorga a hombres y mujeres un rol predeterminado. Por ejemplo, las actividades "tradicionalmente" femeninas, como la cocina, consiguen "por arte de magia" un estatus noble cuando los hombres la realizan (por ejemplo, el caso del chef de cocina o en la agricultura no industrializada, donde las mujeres se encargan de las actividades agrícolas todo el año, pero cuando se realiza la intervención ocasional de los hombres al sembrar, se da lugar a diversas celebraciones). Las estadísticas muestran que las mujeres están más inclinadas que los hombres a ingresar a determinadas profesiones o estudios. Esto también es una manifestación de que la sociedad impone una cultura diferenciadora entre los sexos, especialmente a través de la familia; a las niñas se les anima menos que a los niños para que estudien ciencias, por ejemplo. El resultado es una asimetría en la educación superior, entre los estudios literarios y lingüísticos, donde la población estudiantil está muy feminizada, y los estudios técnicos y científicos (escuelas de ingeniería, cirugía, etc.) muy poco feminizados.
Durante debates o discusiones, se observa que las mujeres son más interrumpidas que los hombres; si reaccionan agresivamente, el grupo hará saber que esto es indeseable (por ejemplo, llamar arpía a la mujer, acusarla de perder los nervios o calificar su reacción de histérica), mientras tal comportamiento en un hombre sería aceptado o incluso valorado por tener carácter .

## El proceso de deshistoricización
La dominación masculina intenta perpetuarse a través de un proceso de deshistoricización (ver también esencialismo), por ejemplo, las preferencias, actividades y actitudes femeninas serían "naturalmente" transmitidas a las mujeres (a través de la vestimenta, tareas domésticas, educación durante la infancia, asistencia social, labores de acogida en empresas, "gustos" en materia cultural, de ocio, etc.), aunque se trata de un proceso cultural que, por su deshistoricización, intenta parecer un proceso objetivo y natural. Este proceso se ha justificado por un enfoque pseudocientífico basado en las diferencias físicas (particularmente el nacimiento). Una mujer con los mismos gestos (familiares) que un hombre (poner los pies sobre una mesa, columpiarse en una silla, etc.) será calificada, por ejemplo, como "no muy femenina" o "vulgar". Bourdieu también señala que la indumentaria femenina sirve como soporte para esta presión social, por ejemplo, la falda permite un rango de movimientos más pequeño que el pantalón.
Para Bourdieu, este proceso no solo vuelve a las mujeres prisioneras de la imagen que se les ha impuesto, pero también afecta a los hombres al exigirles que sean siempre masculinos.